# Quách Thịnh
Quách Thịnh (chữ Hán:郭盛) là một nhân vật trong tiểu thuyết Thủy Hử của nhà văn Thi Nại Am. Có biệt hiệu Tái Nhân Quý, đứng thứ 55 trong 108 đầu lĩnh Lương Sơn Bạc.

## Xuất thân
Quách Thịnh quê ở Gia Lăng, vốn là thương nhân buôn thủy ngân. Ông giỏi sử dụng phương thiên hoạ kích, ra trận thường cưỡi ngựa trắng, mặc áo giáp bạc trông rất giống danh tướng Tiết Nhân Quý đời Đường nên được người đời gọi là Tái Nhân Quý.

## Lên Lương Sơn
Ông nghe nói Tiểu Ôn Hầu Lã Phương dùng kích rất giỏi nên đến thách đấu. Hai người giao chiến 10 ngày không phân được thua. Sau có Tống Giang và Hoa Vinh đi qua, khuyên giải hai người, cùng mời lên Lương Sơn Bạc tụ nghĩa, Quách Thịnh biết đó chính là Tống Công Minh mà ông vẫn ngưỡng mộ liền lập tức theo ngay.
Quách Thịnh ngồi ghế thứ 55 trong 108 vị anh hùng Lương Sơn Bạc, giữ chức Kiêu tướng Mã quân, nhiệm vụ bảo vệ Tống Giang. Ông đi theo quân đoàn Lương Sơn đánh trận, lập được nhiều công lao.

## Tử trận
Về sau, khi đi đánh Ô Long Lĩnh, chinh nam Phương Lạp, ông bị đá trên núi rơi xuống trúng chết.

## Trong Đãng Khấu chí
Quách Thịnh bị Trần Lệ Khanh bắt sống trong trận đánh ở Mông Âm, sau bị giải lên Đô sảnh viện chém đầu cùng Tiêu Đĩnh